# Miñanes
Miñanes es una localidad de la provincia de Palencia (Castilla y León) (España), perteneciente al municipio de Valde-Ucieza.

## Geografía
- Altitud: 822 metros.
- Latitud: 42º 25' N
- Longitud: 004º 34' O

## Demografía
Evolución de la población en el siglo XXI
| Gráfica de evolución demográfica de Miñanes entre 2000 y 2020      |
|                                                                    |
| Población de derecho (2000-2020) según el padrón municipal del INE |

## Historia
A Miñanes, ya se le mentaba en el siglo XI como posesión del Priorato de San Salvador del Nogal, y posteriormente como posesión del abad de Sahagún. 
A la caída del Antiguo Régimen la localidad se constituye en municipio constitucional que en el censo de 1842 contaba con 18 hogares y 94 vecinos, para posteriormente integrarse en Villamorco .

### SigloXIX
Así se describe a Miñanes en la página 423 del tomo XI del Diccionario geográfico-estadístico-histórico de España y sus posesiones de Ultramar, obra impulsada por Pascual Madoz a mediados del siglo XIX:

MIÑANES

Lugar con ayuntamiento en la provincia y diócesis de Palencia (8 1/2 leguas), partido judicial y arciprestazgo de Carrión de los Condes (1 1/2), audiencia territorial y capitanía general de Valladolid (15 1/2).
Situado cerca del río Cieza en una llanura, aunque el casco de la población está en la falda de una pequeña cuesta. Su clima es algo frío, sano y con buena ventilación.
Consta de 28 casas, todas de tierra solo un piso; las calles sin empedrar; hay un pósito fundado por una señora del pueblo y el abad de Sahagún, con el fondo de 175 fanegas de trigo y 27 reales en dinero, que se pagan de mandas piadosas, y para surtido del vecindario una fuente dentro de la población de buena agua y varias fuera.
La iglesia parroquial, bajo la advocación de Santa Marina, se halla servida por 1 cura de entrada y 1 sacristán.
Confina el término por N con Baillo; E Villasarracino; S Robladillo, y O Villamorco. Entre este y el del pueblo que nos ocupa se halla el despoblado de Villejón.
El terreno comprende 1.400 obradas de tierra, incluso el citado despoblado, que es de común aprovechamiento de los 2 lugares con quienes confina. Los únicos restos que dan señales de él, es la iglesia que todavía se conserva con la advocación de San Andrés Apóstol, y bajo la dirección del cura de Nogal. Se ignora el año de su despoblación, y solo se sabe que el último vecino que hubo se llamó Villudo de Gumentior, Señor de las 4/6 partes del terreno, y el resto de Don Alonso el Emperador, quienes lo cedieron a los monjes Benedictinos de San Salvador del Nogal.
La calidad de la tierra labrantía es mediana y produce bien toda clase de cereales, no obstante ser de secano. El río Cieza o Ucieza corre por su término de N a S, y próximo a la población tiene un puente insignificante, que solo sirve para el paso de caballerías.
Los caminos son locales y en mediano estado.
Producciones: trigo, cebada, centeno, avena, yeros, legumbres y algún vino; se cría ganado lanar y vacuno de labor y huelga; caza de liebres y perdices, y pesca de barbos y peces, aunque en corto número.
Industria: la agrícola y 3 tejedores de telas del país.
Comercio: la exportación de los productos agrícolas e importación de los artículos de consumo diario.
Población: 18 vecinos, 94 almas.

Capital productivo: 102.900 reales. Imponible: 3.165. El presupuesto municipal asciende a 1.400 reales y se cubre con el producto de algunas tierras de propios, y el déficit por reparto vecinal.

## Patrimonio
- Iglesia de Santa Marina: levantada en ladrillo y tapial, con una curiosa disposición de planta. En su interior destacan sus retablos rococós y neoclásicos, así como una interesante pila bautismal románica guardada en la sacristía. De dimensiones no muy grandes (diámetro 101 ctms, altura 65 ctms) y de forma troncocónica con fuerte basa cilíndrica está fechada en torno a los siglos XII-XIII. Es del tipo de arquerías columnadas que separan diversas figuras en relieve, entre las que se ven: obispo con su báculo, figura masculina sentada y sujetando un libro u objeto rectangular con su mano derecha; águila; grifo; centauro; león que lucha con serpiente y cuadrúpedos. La técnica de la talla es popular, con pliegues, en su caso, muy paralelos y simples que recuerdan los que llevan los Apóstoles de Moarves. Una especie de guirnalda recorre el alto de la copa y los arcos son muy rebajados.

## Fiestas
- Santa Marina el 18 de julio.